# Pfarrkirche St. Martin an der Raab

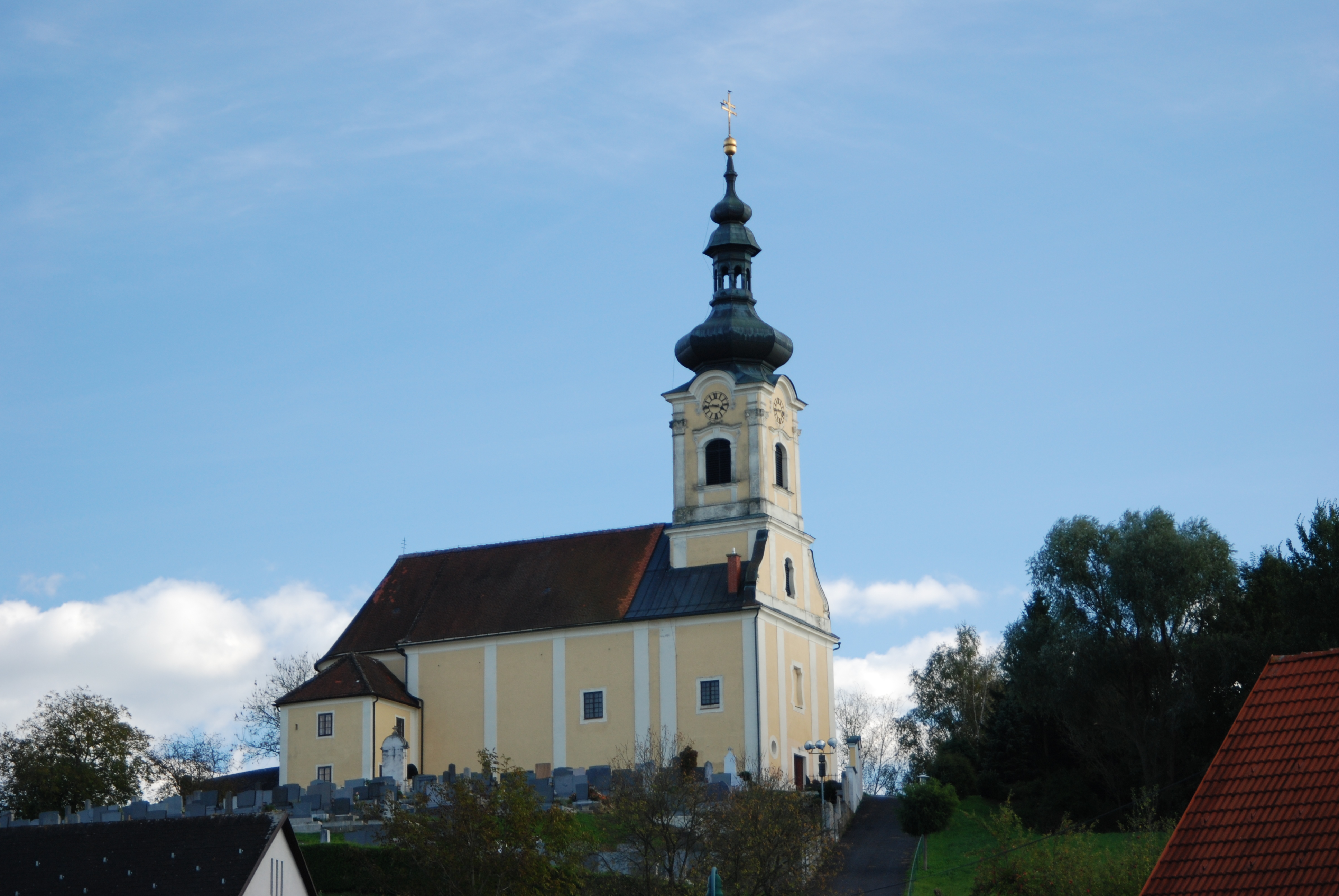
Katholische Pfarrkirche hl. Martin in St. Martin an der Raab

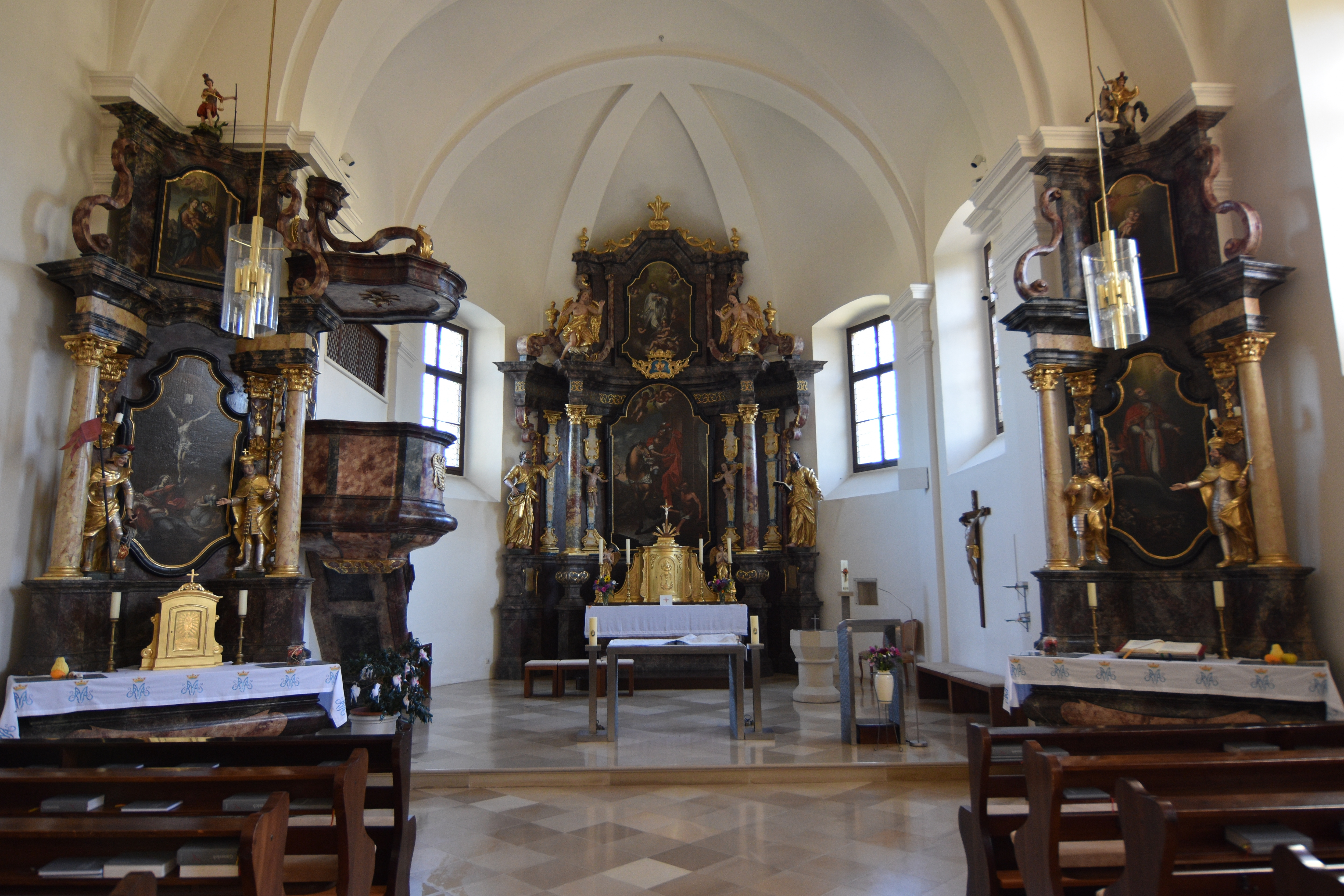
Langhaus, Blick zum Chor

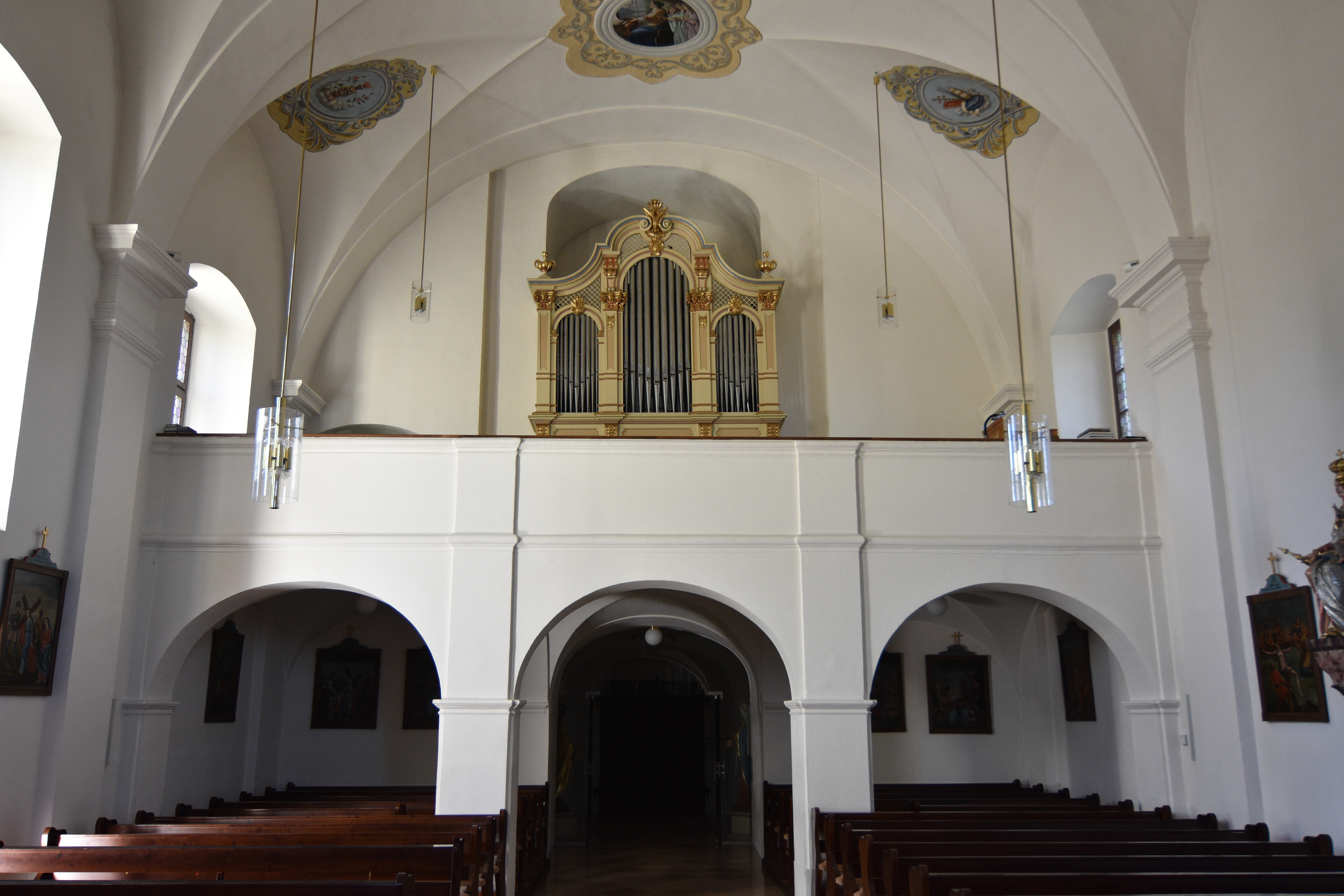
Langhaus, Blick zur Empore

Die römisch-katholische Pfarrkirche St. Martin an der Raab steht weithin sichtbar auf einem Hügel in der Gemeinde Sankt Martin an der Raab (ungarisch: Rábaszentmárton, Slowenisch: Sveti Martin) im Bezirk Jennersdorf im Burgenland. Sie ist dem heiligen Martin geweiht. Sie bildet mit der Pfarre Neuhaus am Klausenbach einen Pfarrverband im Dekanat Jennersdorf. Die Kirche steht unter Denkmalschutz (Listeneintrag).

## Lage
Die Kirche liegt bei St. Martin rechts im Raabtal. Sie steht etwas erhöht zum Marktort, gehört aber mit ihrem Kirchweiler, dem Ort Kirchengreut (Adresse Kirchenzipf), zur Ortschaft Eisenberg und zur Katastralgemeinde Neumarkt, dem Ort flussabwärts.

## Geschichte
Bereits im 13. Jahrhundert existierte eine Pfarre und eine erste Kirche. Die heutige barocke Kirche wurde 1746 anstelle des mittelalterlichen Gotteshauses errichtet. Die Kirche wurde im Zweiten Weltkrieg stark in Mitleidenschaft gezogen und in den Jahren 1947 bis 1973 wiedererrichtet. Renovierungen erfolgten 1977, 1987 und 2007.
Die Pfarre hat zwei Filialen: Zum hl. Vitus in Welten-Deutscheck, und zum hl. Johannes dem Täufer in Windisch-Minihof.
Die Pfarrmatriken beginnen 1700.

## Architektur
Die Kirche ist ein einschiffiger Saalbau mit einem hohen, eingezogenen Chor mit Halbkreisapsis. Über dem Emporenjoch im Westen ist ein Fassadenturm eingebunden. Dieser ist im Obergeschoß durch korinthische Pilaster gegliedert und wird durch einen Zwiebelhelm mit Laterne bekrönt.
An der Nordseite des Chores befindet sich ein Sakristeianbau. An deren östlicher Außenwand befindet sich ein Grabstein mit Wappen aus dem Jahr 1620 für zwei Kinder des Gottfried Welzer zu Spiegelfeld.
Über dem dreijochigen Schiff ist ein Tonnengewölbe mit Stichkappen. In den Scheiteln zwischen den Gurtbögen, die auf kräftigen Pilastern ruhen, sind Stockrosetten.
Die Kirche hat eine einfache Empore. Ein Triumphbogen trennt die polygonal geschlossene Apsis (mit Kappengewölbe) vom Rest der Kirche.
Rund um die Kirche befindet sich der Friedhof. Hier befindet sich ein bemerkenswertes Holzkreuz aus dem 19. Jahrhundert.

## Einrichtung
Der Hochaltar ist ein reich verzierter Barockaltar aus der Mitte des 18. Jahrhunderts mit zweigeschoßigem Aufbau. Das Altarbild zeigt den hl. Martin, der den Mantel mit dem Bettler teilt. Gemalt wurde das Bild von Johann B. Ranncher im Jahr 1748. Das Aufsatzbild zeigt den heiligen Dominikus. Links und rechts davon stehen Schnitzfiguren der Heiligen Petrus und Paulus.
Die zwei Seitenaltäre stammen aus der Mitte des 18. Jahrhunderts.
Das Altarbild des rechten Seitenaltars zeigt den heiligen Patricius. Flankiert wird er von Figuren der heiligen Könige Stephan von Ungarn und Ladislaus von Ungarn. Der Aufsatz ist eine kleine Figur des hl. Georg.
Das Altarbild des linken Altars zeigt die Kreuzigung Christi. Die seitlichen Figuren sind der heilige Florian und der heilige Stephan.  Die Altäre wurden in den Jahren 1976 bis 1977 restauriert.
An den Wänden hängen Kreuzwegstationen. Sie wurden, wie auch die Kanzel, in der Mitte des 18. Jahrhunderts geschaffen. Die Kanzel hat einen einfachen Korb. Auf dem Schalldeckel ist eine Volutenkrone. Die Orgel aus 1904 mit 12 Registern wurde von Gebrüder Rieger gebaut.